# Gasparo Gaspardini
Gasparo Gaspardini (* um 1660; † um 1714 in Verona) war ein italienischer Komponist und Kapellmeister.
Gaspardini war von Dezember 1685 bis 1714 Kapellmeister an der Kathedrale von Verona. Hier war er wahrscheinlich einer der Lehrer von Evaristo  Dall’Abaco. Der Nachwelt blieb er durch die Veröffentlichung seiner beiden Sammlungen von Triosonaten bekannt.
- Sonate a tre Op. 1, 2 Violino e Violoncino, con il Basso per l’organo (Gioseffo Micheletti, Bologna, 1683)
- Sonate a tre Op. 2 (Estienne Roger, Amsterdam)